# Schloss Kastelbell
Das Schloss Kastelbell ist eine mittelalterliche Burg im Dorf Kastelbell (Gemeinde Kastelbell-Tschars) im Vinschgau in Südtirol.

## Lage
Das Schloss steht am Fuß des Sonnenbergs auf einem Felsvorsprung oberhalb der SS 38 und ist von Westen her über einen Felsrücken zugänglich. 

## Geschichte
Der Burghügel von Kastelbell war bereits in der frühen Bronzezeit besiedelt (2200–1600 v. Chr.). Geborgene Teile von Keramikgefäßen weisen auf Einflüsse der Polada-Kultur hin, die sich von Oberitalien aus über das Eisacktal und Etschtal verbreitete.
Die Burg wurde von den Herren von Montalban erbaut, die als welfisches Adelsgeschlecht zu den Dienstmannen der Grafen von Tirol zählten. Nach 1200 gelangte sie deren Besitz. Die älteste urkundliche Erwähnung stammt von 1238. Ab 1531 war es Pfandlehen der Grafen Hendl, die das Schloss zu seiner heutigen Form erweitern ließen. 
Nach Bränden im 19. Jahrhundert zerfiel das Gebäude zur Ruine. 1956 wurde es vom italienischen Staat erworben und von 1987 bis 1995 umfassend restauriert. Seit 1999 wird es vom Kuratorium Schloss Kastelbell geführt. 2008 übergab es der Italienische Staat in das Eigentum des Landes Südtirol. Das Schloss wird für kulturelle Veranstaltungen wie Ausstellungen und Konzerte genutzt und ist öffentlich zugänglich.

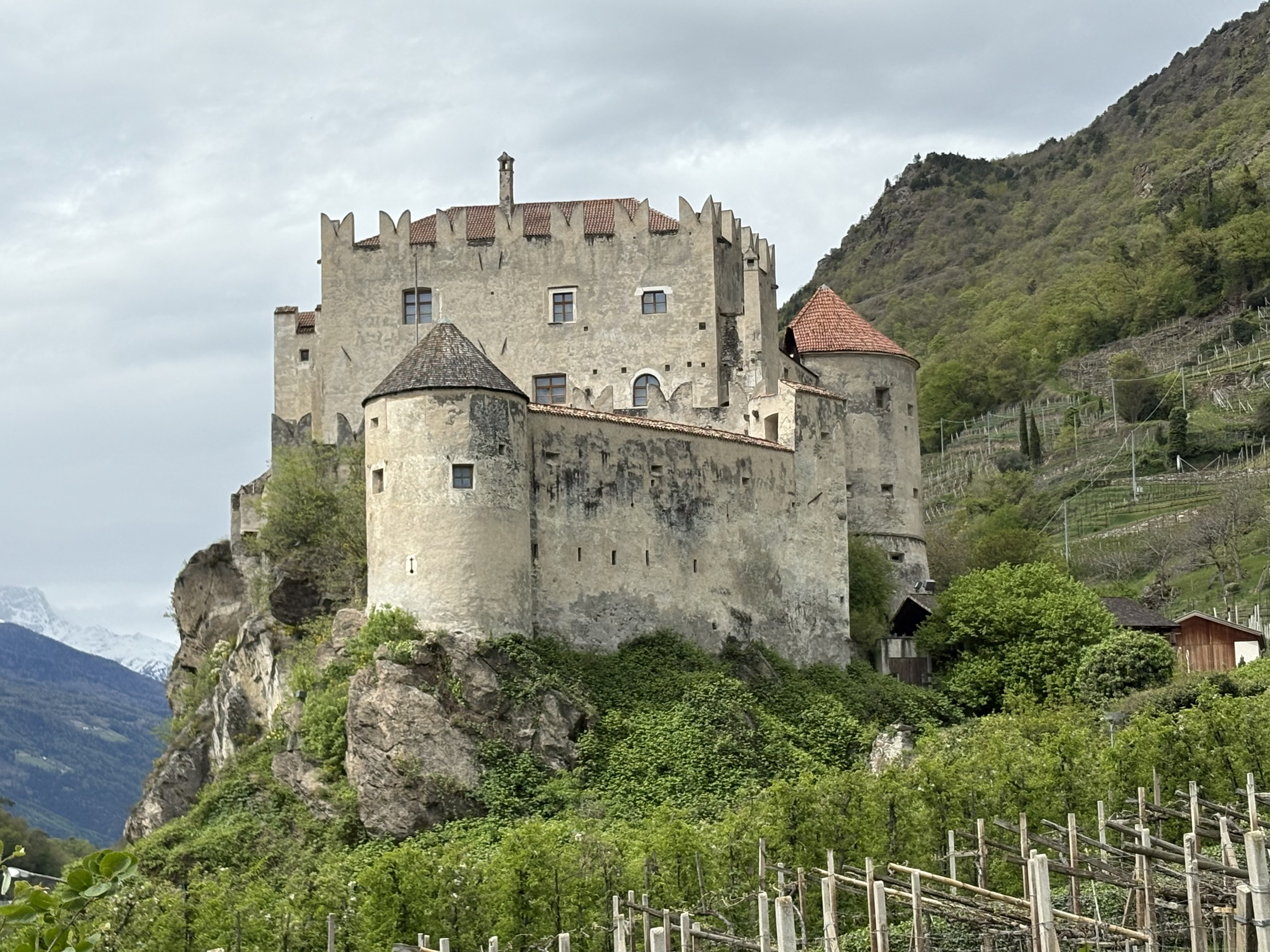
Ansicht von Osten
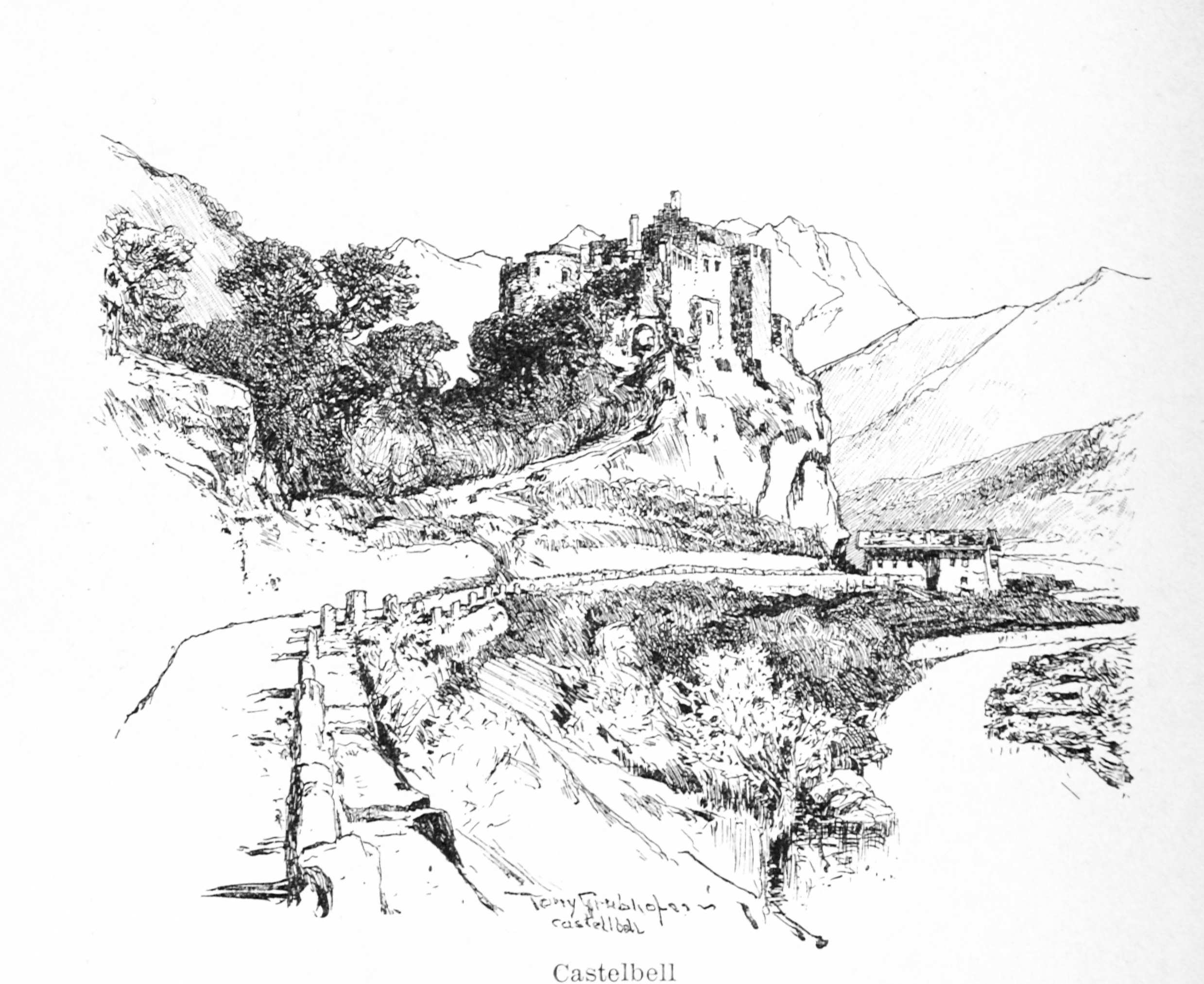
Tony Grubhofer: Castelbell 1899